# Henry Silva
Henry Silva (23. září 1926 Brooklyn – 14. září 2022 Los Angeles) byl americký herec. Silva byl plodným charakterovým hercem a pravidelně se objevoval v žánrových filmech, kde obvykle hrál zločince nebo gangstery. Mezi jeho významné filmové role patří například Ocean's 11 (1960), Mandžuský kandidát (1962), Johnny Cool (1963), Sharkyho stroj (1981) nebo Ghost Dog – Cesta samuraje (1999).